# ルイス・ニシザワ
ルイス・ニシザワ・フローレス（スペイン語: Luis Nishizawa Flores, 1918年2月2日 - 2014年9月29日）は、メキシコの画家。風景画において、20世紀メキシコにおける最も重要な人物の内の一人である。

## 来歴
1918年2月2日、メヒコ州のサンマテオで日本人の父親とメキシコ人の母親の間にて生まれる。幼いころは自然に触れ合う機会に多く恵まれ、それがのちの芸術作品に大きな影響をあたえる。その後1925年、家族と共に首都メキシコシティに移る。メキシコシティにある宝石店で金線状細工の職人として働きながら中等教育を修了し、1942年名門である国立サン・カルロス美術学校に入学する。
1951年にメキシコ芸術造形ホールで初めて作品を展示する。
1955年から、長年にわたって名門メキシコ国立自治大学で教鞭を執る。
1996年にメキシコ国家最高の栄誉である芸術科学国家賞を受賞する。
日本では、京成電鉄本線の京成上野駅にニシサワの作品（銅版壁画『風月延年』）が展示されていることは、つとに有名である。（設置:1981年9月）
1997年5月に日本とメキシコの両国で発行された「日本人のメキシコ移住100周年」記念切手をデザインした。意匠はメキシコの神話。
2014年9月29日、心筋梗塞のため死去。96歳没。